# Andreas Söderlund (journalist)
Andreas Karl Rune Söderlund, född 25 juni 1984, är en finlandssvensk journalist.
Andreas Söderlund är uppvuxen i Raseborg i Finland och bosatt i Jönköping, Sverige. Han är redaktör på SVT Nyheter. Tidigare var han redaktör för nyhetsmagasinet ETC Jönköping. Han var redaktionschef och grundare av nyhetssajten Jkpglive tillsammans med Daniel Johansson. Han har även arbetat som frilansjournalist för bland annat Aftonbladet, Samefolket och Jönköpings-Postens kultursida och som livsåskådningsreporter på Jönköpings-Posten.
Andreas Söderlund vann tredjepris i Arvid Mörne-tävlingen 2009.

## Priser och utmärkelser
- Arvid Mörne-priset